# Jan Chvilíček
Jan Chvilíček (19. září 1911 – ???) byl český a československý politik Československé strany socialistické a poúnorový poslanec Národního shromáždění ČSR.

## Biografie
Ve volbách v roce 1954 byl zvolen za ČSS ve volebním obvodu Uherský Brod-Veselí nad Moravou. V parlamentu setrval až do konce funkčního období, tedy do voleb v roce 1960.
K roku 1954 se uvádí jako soukromý malorolník z Vlčnova a předseda zdejšího MNV.